# 박지현 (1980년)
박지현(1980년 2월 25일 ~ )은 대한민국의 아나운서, 라디오PD이다.

## 학력
- 개포 초, 중, 고등학교
- 성신여자대학교 지리학과, 심리학과 복수전공

## 경력
- 2003년 3월  서울 시정개발연구원 연구보조
- 2003년 12월  서울 KIAS 고등과학원 연구지원
- 2004년 6월 ~ 현재  원주MBC 아나운서

## 출연 프로그램

### 현재
- 원주MBC TV - 《MBC 뉴스데스크 원주》 (평일) (2004. 12~)
- 원주MBC 표준FM - 《MBC 5시 뉴스 원주》 (평일)
- 원주MBC 표준FM 보이는라디오, 즐거운 오후2시 '트로트팡팡' PD

### 과거
- 원주MBC TV - 《MBC 주말 뉴스데스크 강원》 (주말)
- 원주MBC TV - 《MBC 뉴스》 (930)
- 원주MBC TV - 《TV 속의 TV 원주》
- 원주MBC TV - 《투어! 대한민국》
- 원주MBC FM4U - 《박지현의 가요앨범》 (매일)
- 원주MBC 표준FM - 《원주MBC 별이 빛나는 밤에》 (매일)
- 원주MBC FM4U - 《정오의 희망곡 박지현입니다》 (매일)
- 원주MBC FM4U - 《박지현의 음악동네》 (매일)
- 원주MBC TV - 《생방송 전국시대》
- 원주MBC TV - 《아하! 행복한 TV》
- 원주MBC TV - 《이슈 앤 토크》
- 원주MBC TV - 《MBC 이브닝 뉴스》 (평일)
- 원주MBC FM4U - 《박지현의 오후의 발견》 (매일)
- 원주MBC 표준FM - 《행복매거진, 6시입니다》 (평일)
- 원주MBC FM4U - 《박지현의 골든디스크》 (매일)

### 라디오 특집 다큐멘터리 제작
- 원주MBC 표준FM  이웃의 탄생 (2009)
- 원주MBC 표준FM  마음으로 보는 세상 (2012)
- 원주MBC 표준FM  안녕하십니까? 고객님 (2015)
- 원주MBC 표준FM  결혼의 미래 (2016)
- 원주MBC 표준FM  부모자격증 (2017)
- 원주MBC 표준FM  미투 없는 세상 (2018)
- 원주MBC 표준FM  교실, 평화를 꿈꾸다 (2021)
- 원주MBC 표준FM  서울드림 vs 지방살이 (2022)

### 수상
- 전국MBC 작품경연대회 금상 (2010)
- 원주MBC 좋은 프로그램 상 (2015)
- 전국언론노동조합 문화방송본부 올해의 좋은 프로그램 특별상 (2016)
- 원주MBC 좋은 프로그램 상 (2016)
- 여성가족부 양성평등 미디어상 우수상 (2019)
- 한국아나운서협회 황금메아리상 (2022)